# 木全征詮
木全征詮（きまた ゆきのり、永正6年（1509年）- 天正7年6月1日（1579年6月24日））は、戦国時代の武将。木全忠澄の父。孫の滝川忠征をたたえた滝川忠征記念碑（愛知県稲沢市稲島町寺山・智元寺＜ちげんじ＞）によれば、浅井政高との戦いに敗れて落城し長隆寺（ちょうりゅうじ、愛知県一宮市萩原町中島）に隠棲したが、のちに浅井政貞（新八郎）に仕えて使番となった。本姓は紀氏。法名は願清。